# Protocalliphora pesui
Protocalliphora pesui är en tvåvingeart som beskrevs av Gregor et Povolny 1959. Protocalliphora pesui ingår i släktet Protocalliphora och familjen spyflugor. Inga underarter finns listade i Catalogue of Life.